# Cserkúti-patak
A Cserkúti-patak Balatoncsicsótól keletre ered, Veszprém vármegyében; a Csicsói-medence (más néven Nivegy-völgy) egyetlen jelentős vízfolyása. A patak forrásától kezdve előbb délnyugati, majd nyugati-északnyugati irányban halad, Zánkáig, ahol beletorkollik a Balatonba.
A Cserkúti-patak vízgazdálkodási szempontból a Balaton-közvetlen Vízgyűjtő-tervezési alegység működési területéhez tartozik.

## Part menti települések
- Szentjakabfa
- Balatoncsicsó
- Szentantalfa
- Tagyon
- Zánka